# 사카마키 미츠히로
사카마키 미츠히로(일본어: 酒巻 光宏 사카마키 미쓰히로[*], 1983년 6월 8일~)는 81 프로듀스 소속의 일본의 남자 성우이다.